# Sveti Just, Trst
Grič sv. Justa (italijansko Colle di San Giusto) je zgodovinsko središče mesta Trst. Na njem so že v 1. stoletju Rimljani sezidali veliko civilno baziliko, kar daje sklepati, da se je ob njegovem vznožju, na obali, že takrat razvijalo večje naselje. V 14. in 15. stoletju je bil na griču sezidan grad in mesto obzidano. Ker je obzidje zajemalo v glavnem samo ta grič in del obale ob njegovem vznožju, se srednjeveški Trst istoveti z gričem sv. Justa.

## Zgodovina
Najstarejša izkopanina na griču sv. Justa so ostanki propilej iz 1. stoletja. Razločno se vidijo skozi rešetko v zvoniku današnje stolnice. Propileje - (grški monumentalni portal) - so bile postavljene na vrhu glavne ceste (današnja Stolna ulica, Via Cattedrale), ki je iz obale vodila na grič, vendar ni znano, kaj se je bilo za njimi. Propileje so merile 17,20 m v širino in 5,28 v globino. Stebri, ki jih danes vidimo v zvoniku, so njegov levi sprednji kot. Ostanki desnega kota in vmesnega stopnišča so pod današnjo cerkvijo in jih lahko dosežemo iz muzeja Orto Lapidario. Baje so to edine ohranjene propileje rimske kulture v Evropi.

## Grad in stolnica
Dve zgradbi, ki stojita na tem območju, predstavljata veliko znamenitost in sta izjemnega kulturno-zgodovinskega pomena za mesto in širšo okolico:
- Stolnica sv. Justa, ki je glavna katoliška verska stavba v mestu. Kot poroča večina tržaških zgodovinarjev, današnji videz stolnice izhaja iz združitve dveh že obstoječih cerkva sv. Marije in tiste, posvečene sv. Justu, ki sta bili vključeni pod isto streho škofa Roberta Pedrazzanija da Robecca med letoma 1302 in 1320, da bi mestu zagotovili impozantno stolnico. Strogo pročelje cerkve popestri ogromna rozeta iz kraškega kamna, ki so jo na kraju samem izdelali kamnoseški mojstri. Tako zvonik kot pročelje cerkve sta izdatno prekrita z najdbami iz rimskega obdobja, s katerimi naj bi omilila težo stavbe. Nizek zvonik je naslonjen na cerkev, na katere steni je kip sv. Justa.
- Grad sv. Justa; Leta 1371 je beneški senat razglasil gradnjo dveh majhnih gradov: prvega so postavili v rekordnem času dveh let, na griču sv. Justa, drugega pa (po prvem neodobrenem projektu) pridobili iz treh stolpov mestnega obzidja in se je imenoval Ad marina (ker je bil v bližini morja). Toda oba sta bila že 1380 uničena s strani Genove.

## Spomeniški park
Med urbanističnimi posegi v 1920-ih vsekakor izstopa ureditev Spominskega parka (Parco della Rimembranza) na griču sv. Justa po projektu inženirja Vittorio Privileggi (1933-1935). Najprej je bila speljana Kapitolska ulica (Via Capitolina), široka razgledna cesta, ki se počasi vzpenja okoli griča proti vrhu do stolnice. Celotno pobočje griča od gradu do ceste je posvečeno spominu »padlih v vseh vojnah«. Med travo so postavljeni večji kraški kamni z napisi imen znanih in neznanih borcev. Na vrhu je postavljen kiparski kompleks spomenika padlim (Monumento ai Caduti), ki sta ga izdelala Attilio Selva in Enrico Del Debbio in ki je posvečen padlim tržaškim prostovoljcem iz prve svetovne vojne. 
Na drugi strani griča se park zaključi z vodnjakom podobnim obelisku, ki ga je zasnoval Vittorio Privileggi, in je bil ob Mussolinijevem obisku leta 1938 postavljen na vrhu dolgega stopnišča do trga Goldoni. Stopnišče znano kot skala velikanov, se vzpenja na dveh straneh posebnega parka, kjer barve rastlin in cvetov rišejo tržaški grb, helebardo, kar se iz trga Goldoni jasno razloči. Prvotno je bil vodnjak osvetljen z belo-rdeče-zelenimi lučmi, ki pa že davno niso več uporabne. Po daljšem nedelovanju in dveh obnovitvah je vodnjak od leta 2006 ponovno v obratovanju. Sicer je bilo v prvotnem načrtu tudi predvideno, da se vodnjak poruši takoj po Mussolinijevem obisku, pa še vedno stoji.